# Wallerstein (Baviera)
Wallerstein es una pequeña localidad o ‘Märkte’ (plaza de mercado), ubicada en el distrito de Danubio-Ries en el estado libre y federado de Baviera, en la República Federal de Alemania. Está localizada en la cercanía de Nördlingen (4,1 km),	Maihingen (4,9 km),	Riesbürg (5,1 km) y 116 km al noroeste de Múnich.

## Cultura y turismo
- Castillo de Wallerstein
- Roca - castillo
- Cementerio judío
- Una de las tres columnas de la santa Trinidad (en Alemania)

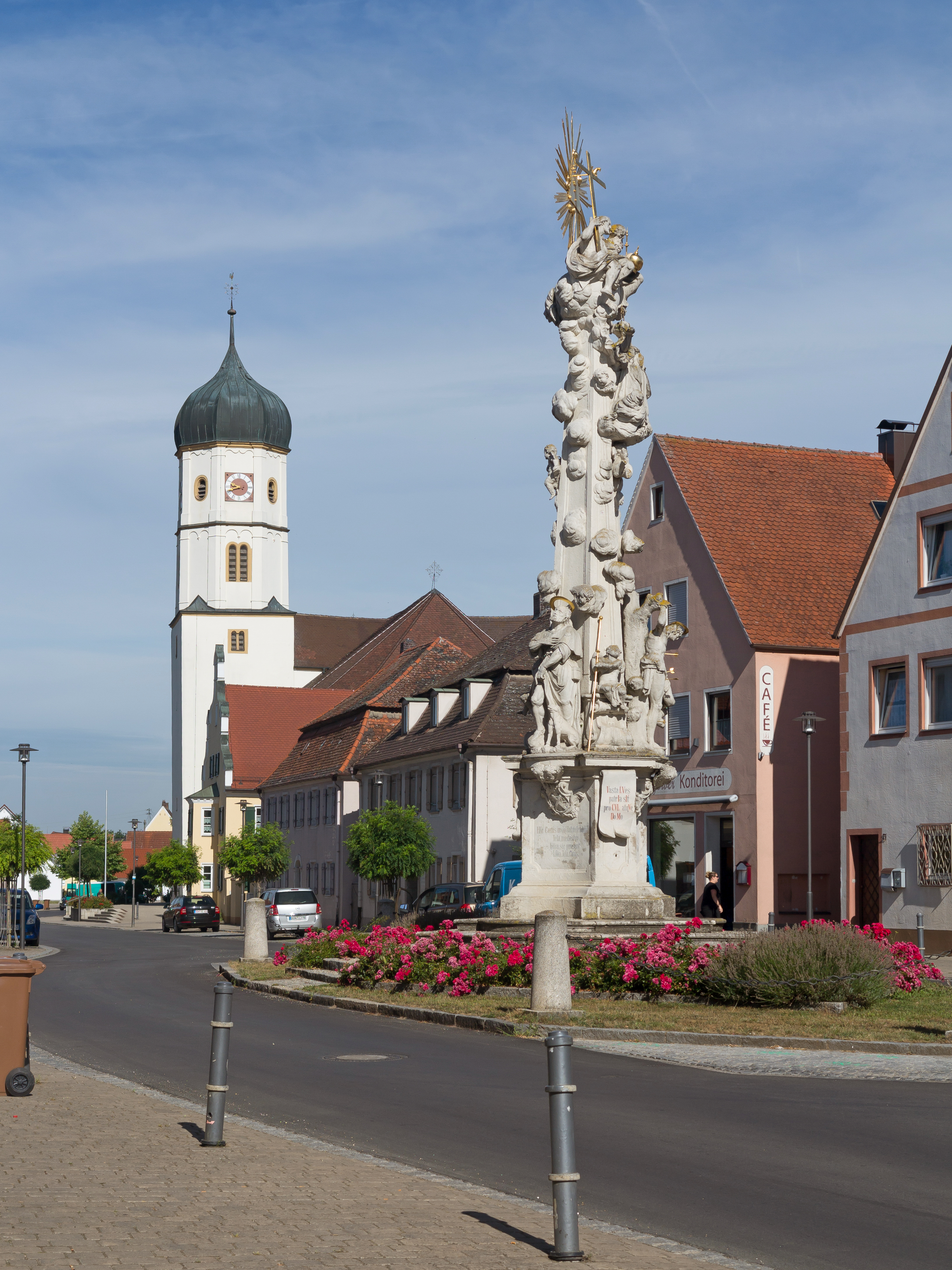
Wallerstein, el monumento (Pestsäule) y la iglesia catolica (Pfarrkirche Sankt Alban)